# Águilas Reales de Zacatecas
El Club Águilas Reales de Zacatecas es un equipo de fútbol mexicano que juega en la Tercera División de México dentro del Grupo 9. Su hogar es el estadio Francisco Villa (actual Carlos Vega Villalba), que se encuentra dentro de la ciudad de Zacatecas, Zacatecas

## Historia
El club nació en el año del 2007 con la idea de tener un equipo representativo en la ciudad de Zacatecas (Zacatecas). Al principio el club tenía el nombre de Toros de Zacatecas, nombre que luego de un año, cambio al nombre con el que se le conoció finalmente "Águilas Reales de Zacatecas".
El Águilas Reales de Zacatecas de Segunda División desapareció en el año 2014 después de la llegada de Estudiantes Tecos a la ciudad, el cual se convirtió en Mineros de Zacatecas. El club decidió cederle sus derechos a Tlaxcala F.C. para que participaran en la Segunda División. Sin embargo, todavía existen las Águilas Reales de Zacatecas de la Tercera División de México.
El equipo de Águilas Reales de tercera división ahora tiene su sede en el estadio Francisco Villa. Después de que la temporada 2013-1014 fuera muy buena para el equipo de Águilas de Tercera División, puesto que tuvieron una gran racha que los llevó a disputar la liguilla en donde fueron eliminados por Limoneros de Apatzingán, quien terminó de líder de la tabla general, ahora de la mano de su entrenador buscan remontar aquella eliminación pasada y cumplir el objetivo que es ascender a la Segunda División profesional y seguir destacando con la formación de jugadores, donde varios de los mayores que jugaron el torneo 2013-2014 ahora están ubicados en equipos de divisiones famosos, como lo son Leones Negros de la UdeG y Atlas, y con grandes amistades entre su directva con equipos grandes de la máxima liga para que los muchachos salientes del equipo puedan conseguir su sueño de jugar algún día en las filas de algún equipo de Primera División.

## Estadio
Las Águilas Reales de Zacatecas jugaron sus partidos como local en el Estadio Francisco Villa hasta el 2014. Después de este año, y con el arribo de los Mineros de Zacatecas al Estado, las Águilas Reales se vieron en la necesidad de ceder el estadio para el equipo del Ascenso MX, por lo que a partir de este hecho, se mudaron a la Unidad Deportiva de Guadalupe para poder disputar sus partidos como local, Unidad en la que también se disputan los partidos de la filial de Mineros en la Tercera División. Estos movimientos fueron hechos con el propósito de que todas las partes pudieran cumplir el mismo objetivo, que es el desarrollo de los jugadores.

## Logros
- Mejor Posición: 9° 
Apertura 2013.
- Peor Posición: 24° Clausura 2013.

## Temporadas
| Temporada | División  | Posición                     |
| --------- | --------- | ---------------------------- |
| 2015/16   | 5.Tercera | 11o. Grupo IX                |
| 2016/17   | 5.Tercera | 8o. Grupo IX (Diesiseisavos) |

- Datos: Q9393564